# Recepción (logística)
La recepción de pedido es uno de los procesos de un almacén logístico. Corresponde al punto de transferencia de propiedad entre un proveedor y un cliente. Es una etapa de control importante para garantizar la conformidad de la mercancía antes su integración en las existencias de la empresa.

## Principales etapas
Las principales etapas del proceso de recepción son :
- Control documental
- Descarga de la mercancía
- Control cuantitativo y cualitativo
- Integración de la mercancía recibida en el inventario de la empresa
- Cross-docking de los pedidos incursos en pedidos a servir.[1]